# Luise Drüke
Luise Drüke (Hannover, 17 de mayo de 1948) es una académica y profesional alemana en los campos de las Relaciones Internacionales, las Naciones Unidas y la protección de los refugiados. Además de su trabajo académico, ha dirigido oficinas y misiones del ACNUR (Alto Comisionado para los Refugiados) en Europa, el Sudeste Asiático y Asia Central, América Latina y África durante casi 30 años.

## Biografía
Nació en Hannover el 17 de mayo de 1948. Recibió un doctorado en ciencias políticas de la Universidad de Hannover mientras era miembro del Centro de Asuntos Internacionales de Harvard e investigadora visitante en el Programa de Derechos Humanos de la Facultad de Derecho de Harvard (1987–88). También recibió un doctorado honoris causa en ciencias políticas y derecho de la Universidad Shumen, una maestría en administración pública (MPA) por la Universidad de Harvard, un LL. M. de la Universidad de Bruselas y una maestría en economía, finanzas y gestión de la Universidad Webster.
Desde 1977, ha dirigido oficinas y misiones del ACNUR (Alto Comisionado de las Naciones Unidas para los Refugiados) en Europa, el Sudeste Asiático y Asia Central, América Latina y África, incluida la Operación en Namibia como parte del UNTAG, la operación en Honduras con refugiados de El Salvador, Nicaragua y Guatemala en medio de conflictos armados a finales de los años 1980, y las operaciones en Kazajistán/Asia Central. Mientras era representante del ACNUR en Bulgaria actuó con frecuencia como Coordinadora Residente de la ONU entre 2000 y 2005, así como Coordinadora Humanitaria en las operaciones clave de cooperación de la OTAN (2001, 2003 e inicialmente en 2005) con 20.000 refugiados en medio de un conflicto aéreo entre partes en conflicto dentro de Bulgaria. Durante y después de su trabajo para las Naciones Unidas, dio conferencias en la Facultad de Derecho y el Instituto Europeo de la Universidad de Niza, y en la Universidad de Boston en el programa de posgrado en Relaciones Internacionales en Bruselas y presentó seminarios y mesas redondas en la Escuela Harvard Kennedy así como en el Centro de Estudios Internacionales del MIT, donde se desempeñó como académica visitante. También ha impartido cursos semestrales en la Universidad de Hannover, en la Universidad de Suffolk y en la Universidad de Harvard sobre temas relacionados con la ONU y la UE.